# Austrolimnophila amatrix
Austrolimnophila amatrix là một loài ruồi trong họ Limoniidae. Chúng phân bố ở miền Australasia.